# Washington Luiz Mascarenhas Silva
Washington Luiz Mascarenhas Silva (født 23. august 1978) er en tidligere brasiliansk fodboldspiller.